# ビル・マー
ウィリアム・"ビル"・マー（William "Bill" Maher、1956年1月20日 - ）は、アメリカ合衆国のコメディアン、政治評論家、テレビ司会者。2003年から開始したHBOのトーク番組『リアル・タイム・ウィズ・ビル・マー』の司会を現在務めている。また過去には類似番組フォーマットの『ポリティカリー・インコレクト』をコメディ・セントラル (1993年 - 1997年) およびABC (1997年 - 2002年) で手掛けた。
マーは辛辣な言動、政治的な皮肉、社会政治的な評論で知られている。その対象は宗教、政治、官僚制、ポリティカル・コレクトネス (政治的に正しい発言)、マスメディアなど多岐に渡る。
大麻の合法使用や同性婚を支持している。宗教に対して批判的意見の持ち主で、その姿勢は2008年公開のドキュメンタリー映画『Religulous』にも描かれている。また動物愛護家としても知られ、動物の倫理的扱いを求める人々の会 (PETA) の理事メンバーを1997年から務めている。
2005年、コメディ・セントラルの「偉大なスタンドアップコメディアン100人」で38位にランクインした。2010年9月14日、ハリウッド・ウォーク・オブ・フェーム (ハリウッド名声の歩道) に名前が刻まれた。2020年9月までに、エミー賞各部門に累計41回ノミネートされ、うち1回受賞している。

## 経歴

### キャリア初期
スタンドアップコメディアンおよび俳優としてキャリアをスタートさせた。1982年にはジョニー・カーソンの『ザ・トゥナイト・ショー』やデイヴィッド・レターマンのコメディショーに出演した。また『Sara』 (NBCのシットコム、1985年)、『ジェシカおばさんの事件簿』 (CBSの探偵ドラマ、1989年・1990年)、『Charlie Hoover』 (FOXのシットコム、1991年) などのテレビ番組に端役で出演した。1983年にはコメディ『D.C. Cab』で映画デビューを果たし、1986年には『Ratboy』、1987年にはコメディ・ホラー『House II: The Second Story』、1988年には『Cannibal Women in the Avocado Jungle of Death』、1991年には『Pizza Man』に出演した。

### テレビ番組司会
詳細は、en: Politically Incorrect with Bill Maherおよびen: Real Time with Bill Maherを参照

#### 称賛と打ち切り
1993年からコメディ・セントラルで、1997年から2002年にはABCで放送された『ポリティカリー・インコレクト』は、数々の受賞歴がある。エミー賞受賞1回・ノミネート10回、ケーブルACE賞受賞2回・ノミネート3回、ジェネシス賞受賞1回などである。
しかしアメリカ同時多発テロ事件に関する失言により、番組には抗議の声が寄せられた。これを受け、番組の広告主だったFedExとSears Roebuckが広告出稿を中止する事態へと発展した。マーは失言内容を釈明し謝罪したものの、失言から半年以上が経過した2002年6月、ABCは視聴率低迷と広告収入減などを理由に番組を打ち切った。

#### HBOでの復帰と活躍
2003年からケーブル局のHBOで『リアル・タイム・ウィズ・ビル・マー』の司会・共同プロデューサー・共同脚本家を務めている。番組は週1回60分で、政治をテーマにしたコメディ・トーク番組である。HBOは2016年、16シーズン (2018年放送予定) までの更新を決定した。
当番組はエミー賞の各部門に累計20回ノミネートされている。

### 政治評論
CNN、MSNBC、FOXニュース、HLNなどケーブルニュース局にコメンテーターとして出演している。CNNの報道番組『ザ・シチュエーション・ルーム』、MSNBCの『Hardball with Chris Matthews』、『レイチェル・マドー・ショー』、『カウントダウン・ウィズ・キース・オルバーマン』、HLNの『The Joy Behar Show』などにゲスト出演した。
ラリー・キング・ライブにも頻繁に出演し、2006年1月13日には司会も務めた。またラリー・キングが引退発表した2010年6月29日には、スペシャルゲストとしてマーが番組に出演した。最終話の2010年12月16日には、ライアン・シークレストと共同で司会を務めた。

### その他の活動
科学的知識と非宗教的な倫理の普及を目的とする非営利団体Project Reasonの顧問を務めている。エッセイの著述を重ねる。

## 著作
- True Story: A Novel, Random House, 1994 (ISBN 0-7432-4251-3). 2000年に改版、Simon & Schuster。
- Does Anybody Have a Problem With That? Politically Incorrect's Greatest Hits, New York : Villard, 1996 (ISBN 0-679-45627-9).
- Does Anybody Have a Problem with That? The Best of Politically Incorrect, New York : Ballantine, 1997 (ISBN 0-345-41281-8)
- When You Ride Alone You Ride With Bin Laden: What the Government Should Be Telling Us to Help Fight the War on Terrorism, Beverly Hills, CA : New Millennium Press, 2002. (ISBN 978-1-8932-2474-2).
- New Rules: Polite Musings from a Timid Observer, [Emmaus, Pa.] : Rodale ; [New York] : Distributed by Holtzbrinck Publishers, 2005 (ISBN 1-59486-295-8)
- THE CRITICS - BOOKS, MANNERS, MORES - READING LIST - ZOOLOGICALLY CORRECT - A wisecracking playboy gets friendly with bunnies, birds, even dogs, Boston, MA : Atlantic Monthly Co., The Atlantic monthly, 119, October 2006. (ISSN 1072-7825) OCLC 103249590
- 「World View 反仏感情の克服がアメリカを救う--共和党の「ヒラリー=フランス」戦略は愚の骨頂」『Newsweek』第22巻第21号 (通号 1056)、東京 : 阪急コミュニケーションズ、2007年6月6日、13頁。国立国会図書館書誌ID:8740662。
- The New New Rules: A Funny Look at How Everybody but Me Has Their Head Up Their Ass, New York : Blue Rider Press, 2011 (ISBN 0-39915-841-3)

共著ほか
- Press, Bill “Spin this! : all the ways we don't tell the truth”, Maher, Bill (序文), Pocket Books, 2001.  (ISBN 0-74344-267-9)
- Rall, Ted; To Afghanistan and Back : A Graphic Travelogue, Maher, Bill (introduction), NBM Publishing Company, 2003 (ISBN 978-1561636938)
- Charles, Larry; Religulous = [Relidicule], Montréal : TVA Films, 2008. OCLC 681966336